# Erora aura
Erora aura is een vlinder uit de familie van de Lycaenidae. De wetenschappelijke naam van de soort werd als Thecla aura in 1887 gepubliceerd door Godman & Salvin.

## Synoniemen
- Erora gillottae Riley, 1924